# Iwan Nikiszow
Iwan Fiodorowicz Nikiszow (ros. Ива́н Фёдорович Ники́шов, ur. 29 sierpnia?/10 września 1894 we wsi Warkino w obwodzie wołogodzkim, zm. 5 sierpnia 1958 w Moskwie) – radziecki polityk, wojskowy i funkcjonariusz służb specjalnych, generał porucznik, Bohater Pracy Socjalistycznej (1944).

## Życiorys
Po ukończeniu szkoły wiejskiej przeniósł się do Carycyna (obecnie Wołgograd). W styczniu 1915 powołany do armii rosyjskiej, walczył w I wojnie światowej. Po rewolucji lutowej był członkiem pułkowego komitetu rewolucyjnego. Od lipca 1918 żołnierz Armii Czerwonej, dowódca kompanii, uczestnik walk o Carycyn i na Powołżu (1918-1919). W 1919 dowódca batalionu, uczestnik walk z Kozakami na Uralu i powstańcami dagestańskimi, od października 1919 członek RKP(b)/WKP(b). Pomocnik dowódcy pułku, od 1923 dowódca 6 Kaukaskiego Pułku 2 Dywizji Piechoty. Od 1924 służył w Wojskach Pogranicznych OGPU ZSRR. W latach 1925–1933 dowódca 41 Nachiczewańskiego Pogranicznego Oddziału OGPU. W 1929 skończył kursy przy Wyższej Szkole Pogranicznej OGPU, od 1932 dowódca 4 Brygady Kolejowej Wojsk OGPU. Od kwietnia do lipca 1934 dowódca Wojsk OGPU Pełnomocnego Przedstawicielstwa OGPU Obwodu Centralno-Czarnoziemskiego. Od lipca 1934 do marca 1937 szef Zarządu Wojsk Ochrony Wewnętrznej Zarządu NKWD Obwodu Centralno-Czarnoziemskiego. Od 23 grudnia 1935 kombrig, a od marca 1937 do lutego 1938 dowódca Wojsk Pogranicznych i Wewnętrznych NKWD Azerbejdżańskiej SRR. Od 13 lutego do 29 listopada 1938 szef Zarządu Wojsk Pogranicznych i Wewnętrznych Zarządu NKWD obwodu leningradzkiego, od 29 listopada 1938 do 11 października 1939 szef Zarządu NKWD Kraju Chabarowskiego, od 19 lutego 1939 komisarz bezpieczeństwa państwowego III rangi. Od 11 października 1939 do 24 grudnia 1948 szef Głównego Zarządu Budownictwa Dalekiej Północy NKWD/MWD (Dalstroj) w Magadanie, jednocześnie od 12 lipca 1943 pełnomocnik NKWD/MWD „Dalstroju”. Podlegała mu cała sieć łagrów Kołymy, Czukotki, wybrzeża Morza Ochockiego i wschodniej Jakucji oraz od 100 do 200 tysięcy więźniów łagrów. Od 9 lipca 1945 generał porucznik, w grudniu 1948 zwolniony ze służby. Deputowany do Rady Najwyższej ZSRR 1 i 2 kadencji (1937-1950). Od 21 marca 1939 do 5 października 1952 zastępca członka KC WKP(b).

## Odznaczenia
- Medal Sierp i Młot Bohatera Pracy Socjalistycznej (20 stycznia 1944[1])
- Order Lenina (czterokrotnie – 26 kwietnia 1940, 17 stycznia 1943, 20 stycznia 1944 i 21 lutego 1945)
- Order Czerwonego Sztandaru (dwukrotnie – 14 lutego 1936 i 3 listopada 1944)
- Order Kutuzowa I klasy (24 lutego 1945)
- Order Czerwonego Sztandaru Pracy (11 stycznia 1941)
- Order Czerwonego Sztandaru Pracy ZFSRR
- Order Czerwonego Sztandaru Pracy Azerbejdżańskiej SRR
- Odznaka „Honorowy Funkcjonariusz Czeki/GPU (V)”
- medale